# Ammothea stylirostris
Ammothea stylirostris är en havsspindelart som beskrevs av Gordon, I. 1932. Ammothea stylirostris ingår i släktet Ammothea och familjen Ammotheidae. Inga underarter finns listade i Catalogue of Life.